# One Step Beyond (chanson)
Pour les articles homonymes, voir One Step Beyond.
Singles de Madness
The Prince
(1979) My Girl
(1979)
One Step Beyond... est une chanson écrite, composée et interprétée par le chanteur jamaïcain Prince Buster en 1964. Elle figure en face B du single Al Capone sorti sur le label Blue Beat.
Elle est reprise en 1979 par le groupe britannique de ska Madness et remporte un grand succès, essentiellement en Europe.
Il s'agit du deuxième single du groupe, extrait du premier album One Step Beyond....
One Step Beyond... est un morceau quasiment instrumental, mené par le saxophone de Lee Thompson. C'est Chas Smash que l'on entend parler dans l'intro (qui est légèrement plus longue dans la version présente sur l'album) et chanter la phrase One Step Beyond plusieurs fois.

## Autres versions par Madness
Madness a également enregistré la chanson en espagnol sur un single : Un paso adelante, et en italien : Un passo avanti, cette version figure sur les pressages italien du EP Work Rest & Play sorti en 1980,,.

## Liste des titres
45 tours
1. One Step Beyond... - 2:17
2. Mistakes - 2:39

Maxi 45 tours
1. One Step Beyond... - 2:17
2. Mistakes - 2:39
3. Nutty Theme - 2:10

## Classements et certifications
| Classement (1979-1980)            | Meilleure position |
| --------------------------------- | ------------------ |
| Autriche (Ö3 Austria Top 40)      | 19                 |
| Espagne (AFE)                     | 5                  |
| États-Unis (Hot Dance Club Songs) | 76                 |
| France (IFOP)                     | 1                  |
| Irlande (IRMA)                    | 28                 |
| Pays-Bas (Nederlandse Top 40)     | 34                 |
| Pays-Bas (Single Top 100)         | 29                 |
| Royaume-Uni (UK Singles Chart)    | 7                  |
| Suisse (Schweizer Hitparade)      | 3                  |

| Pays              | Certification |
| ----------------- | ------------- |
| France (SNEP)     | Or            |
| Royaume-Uni (BPI) | Argent        |

## Autre reprise
En 2013, une reprise par Inspecter 7 apparaît dans le film Le Loup de Wall Street (The Wolf of Wall Street) de Martin Scorsese.